# Åsa Rasmussen
Åsa Johanna Rasmussen, född 14 december 1969, är en svensk meteorolog.
Hon kom till Sveriges Television 2002 från SMHI på Arlanda. Innan dess arbetade hon på SMHI i Norrköping, dit hon kom efter avslutade studier vid meteorologiska institutionen på Stockholms universitet 1995.
Den 1 maj 2017 efterträdde hon Helen Tronstad som chef för Sveriges Televisions väderredaktion.